# Yta Farrow
 (février 2024).
Si vous disposez d'ouvrages ou d'articles de référence ou si vous connaissez des sites web de qualité traitant du thème abordé ici, merci de compléter l'article en donnant les références utiles à sa vérifiabilité et en les liant à la section « Notes et références ».
Pour les articles homonymes, voir Farrow.
Yta Farrow de son vrai nom Véronique Rougier, née le 9 mars 1970 à Aix-en-Provence, est une chanteuse française.

## Biographie et parcours
Elle se passionne rapidement pour la musique, et en 1985 elle enregistre son premier disque Petrol qui sera juste une chanson de promotion pour la faire connaitre un peu dans la région. Yta a une voix aigüe mais puissante qui lui permet d'être à l'aise dans tous les courants musicaux.
- En 1988 elle publie un maxi 45 tours sous le nom "I.T.A", à savoir Heartbeat. (Export : U.S.A, Japon ... ) Toujours sous le même pseudo, sort "Don't Be Yourself" en 1990 en vinyle et maxi single.
- En 1991 Yta Farrow sort l'album Neptune's Child au Japon. Elle y chante une dizaine de titres pop dance, dont la reprise Killing me softly, Make life a holiday (composé par les freres Despres qui sont à l'origine du tube d'Images Les Démons de Minuit)
- En 1993, elle sort son second album Je me damne avec le single du même nom. Un succès d'estime qui marquera la communauté gay pour ses paroles ambigües. L'album a été composé par Yta Farrow et Franck Langolff compositeur arrangeur guitariste pour Vanessa Paradis, Serge Gainsbourg, Johnny Hallyday, Florent Pagny, Renaud ...  et le son est plutôt/pop/rock.
- En 1996, elle enregistre le single Je t'attendrai comédie musicale sur "Angélique Marquise des Anges" mis en scène "Robert Hossein"...
- Ensuite, elle enregistre Bang bang pour le DJ Willis. (1996)
- En 1997 sort le single Le monde est dans tes yeux[1] qui s'écoulera à plus de 100 000 ex.
- La même année sort le single J'ai rêvé le voyage.   (1997)
- Début 1999 sort le duo Tu es mon île avec la star Allemande : Blümchen. (Jasmin Wagner)
- En 2000, elle publie le single Do You Like That aux sonorités R'n'B. (Production Italienne (Spagna).)
- En 2005 la chanteuse propose un EP de 5 titres intitulé " Prophétie" et uniquement disponible via son site officiel.

Elle enregistrera bon nombre de titres notamment avec Pierre Pascual, avant de tirer sa révérence définitivement en 2008.

## Discographie

### Albums
- 1991 : Neptune's Child
- 1993 : Je me damne

### Singles
- 1985 : Petrol (promo)
- 1988 : Heartbeat
- 1990 : Don't be yourself
- 1991 : Killing me softly
- 1991 : Make life a holiday
- 1992 : Come back to me
- 1993 : Je me damne
- 1994 : J'ai donné le meilleur
- 1994 : Ta maison
- 1996 : Je t'attendrai
- 1996 : Le monde est dans tes yeux (no 7 en Belgique, no 26 en France)
- 1997 : J'ai rêvé le voyage
- 1998 : Parlez-vous français
- 1999 : Tu es mon île (avec Blümchen) (no 48 en France)
- 2000 : Do you like that
- 2005 : Serodifferents